# Béta-sugárzás
A béta-sugárzás radioaktív atommagok béta-bomlásakor keletkezik, amikor nagy energiájú és nagy sebességű elektronok vagy pozitronok lépnek ki a sugárzó anyagból. A kilépő béta-részecskéknek ionizáló hatása van. Ionizáció az a folyamat, amely során egy atomból vagy molekulából elektromos töltéssel rendelkező ion keletkezik. A béta-sugárzás jele a görög béta (β) betű.
Létezik még két másik radioaktív sugárzás, az alfa- és a gamma-sugárzás.

## Fajtái
Kétfajta béta-sugárzás létezik: a negatív és a pozitív béta-sugárzás (β−, β+).

Az alfa-sugárzást a papír megállítja, a béta-sugárzást az alumínium lap, a gamma-sugárzást az ólomlemez csökkenti

### Negatív béta-sugárzás (β−, elektronkibocsátás)
Egy instabil, neutronfelesleggel bíró atommag negatív béta-sugárzóvá válhat, ahol a neutron protonná alakul át, és mellette egy elektron és egy antineutrínó keletkezik.
Ez a folyamat a gyenge kölcsönhatás eredménye. A neutron protonná alakul át egy virtuális W-bozon kibocsátása során. Kvark szinten a W emisszió során egy d-kvarkból u-kvark lesz, mellyel a neutron (egy u-kvark és kettő d-kvark) protonná (két u-kvark és egy d-kvark) változik. A virtuális W bozon ezután bomlani kezd egy elektronná és egy antineutrínóvá.
A béta-bomlás leginkább atomreaktorokban fordul elő, ahol neutronban gazdag melléktermékek keletkeznek. Szabad neutron is elbomolhat hasonló módon. Maghasadásos reaktorok bőséges forrásai elektronoknak, antineutrínóknak.

### Pozitív béta-sugárzás (β+, pozitronkibocsátás)
Egy instabil, protonfelesleggel bíró atommag pozitív béta-sugárzóvá válhat, ezt pozitron bomlásnak is hívják, ahol a proton neutronná alakul át és mellette egy pozitron és egy neutrínó keletkezik.
Pozitív béta-bomlás csak akkor történhet az atommagban, amikor a keletkező atommag kötési energiájának abszolút értéke magasabb, mint az eredeti atommagé.[pontosabban?]

## Kölcsönhatása az anyaggal
A három radioaktív sugárzásból (alfa, béta, gamma) a béta-sugárzásnak közepes áthatoló és ionizáló hatása van. A béta-részecskék különböző anyagoktól származhatnak és különböző energiával rendelkezhetnek, a legtöbb béta-részecske megállítható néhány milliméter vastag alumínium lemezzel.
Mivel a béta-részecskék elektromosan töltött részecskék, erősebb ionizáló hatásuk van, mint a gamma-sugárzásnak. Amikor áthalad egy anyagon, a részecske lelassul az elektromágneses kölcsönhatás miatt és kibocsát egy úgynevezett fékező vagy lassító röntgensugarat.

### Egészségügyi hatásai
A béta-sugárzás képes bizonyos mértékig áthatolni élő anyagon, és megváltoztatni az útjába kerülő molekulák szerkezetét. A legtöbb esetben ez roncsolást jelent, rákot és halált okozhat. Ha a megváltoztatott molekula egy DNS (dezoxiribonukleinsav), akkor az spontán mutációt okozhat.

## Felhasználása

### Napjainkban
A béta-részecskéket a gyógyítás területén is alkalmazzák, különféle rákos daganatok kezelésénél.
A stroncium-90 a legáltalánosabban használt béta-sugárzó anyag.
A béta-részecskéket minőségbiztosítás területén is alkalmazzák, ahol segítségükkel ellenőrizhető egy anyag vastagsága.
Amikor egy anyagon áthalad a béta-sugárzás, akkor az anyag elnyeli a részecskék egy részét. Egy anyag a vastagsága arányában abszorbeál béta-részecskéket. Az abszorbpció mértékét egy számítógép értékeli ki.
A pozitronemissziós tomográfia (PET) képalkotó eljárás is egy radioaktív nyomkövető izotóp pozitív béta sugárzása alapján működik.

### A jövőben
Elképzelhető, hogy a jövőben bétavoltaikus cellák lehetnek alacsonyfogyasztású, hordozható elektronikus eszközök tápellátó egysége.
A tápellátás időtartamát csak a radioaktív anyag felezési ideje korlátozza, amely trícium esetében 12 év, stroncium-90-nél 29 év.

## Története
Henri Becquerel véletlenül talált rá a béta-sugárzásra. A fluoreszkálás jelenségét vizsgálta és azt tapasztalta, hogy az urán exponálta az ott lévő fekete papírba csomagolt fotólemezt. Ez egy ismeretlen sugárzás lehetett, ami nem kapcsolható ki, mint a röntgensugárzás.
Ernest Rutherford folytatta ezeket a kísérleteket és felfedezett két különböző sugárzást, az alfa- és a béta-sugárzást.
Az alfa-sugárzás nem volt kimutatható Becquerel lemezein, mivel a fekete papír könnyen elnyelte. A béta-sugárzás százszor erősebb áthatoló képességű.
A felfedezés eredményeit 1897-ben publikálta.